# Calanthemis gabonicus
Calanthemis gabonicus es una especie de escarabajo longicornio del género Calanthemis, tribu Clytini, subfamilia Cerambycinae. Fue descrita científicamente por Thomson en 1858.

## Descripción
Mide 10 milímetros de longitud.

## Distribución
Se distribuye por Gabón y República del Congo.